# Werner Liebrich
Werner Liebrich (Kaiserslautern, 18 gennaio 1927 – Kaiserslautern, 20 marzo 1995) è stato un allenatore di calcio e calciatore tedesco di ruolo centrocampista, campione del mondo nel 1954 con la Nazionale tedesca occidentale.

## Carriera
Liebrich passò tutta la carriera, dal 1945 al 1962 al Kaiserslautern, con cui vinse due campionati tedeschi occidentali.
Conta 16 presenze con la Nazionale tedesca occidentale, con cui esordì il 17 giugno 1951 contro la Turchia (1-2).
Fece parte della selezione che vinse i Mondiali nel 1954, dove disputò 4 delle 6 partite giocate dalla Germania Ovest, compresa la vittoriosa finale contro l'Ungheria. Durante quel mondiale fu proprio Liebrich che infortunò l'ungherese Ferenc Puskás nella seconda partita del girone eliminatorio, costringendolo a disputare solo la finale peraltro in condizioni precarie.
Dopo essersi ritirato dal calcio giocato fu allenatore del Kaiserslautern nella stagione 1964/1965, subentrando a Brocker nel mese di febbraio.

## Scomparsa
Liebrich muore nel 1995 ed oggi riposa nel cimitero principale di Kaiserslautern.

## Palmarès

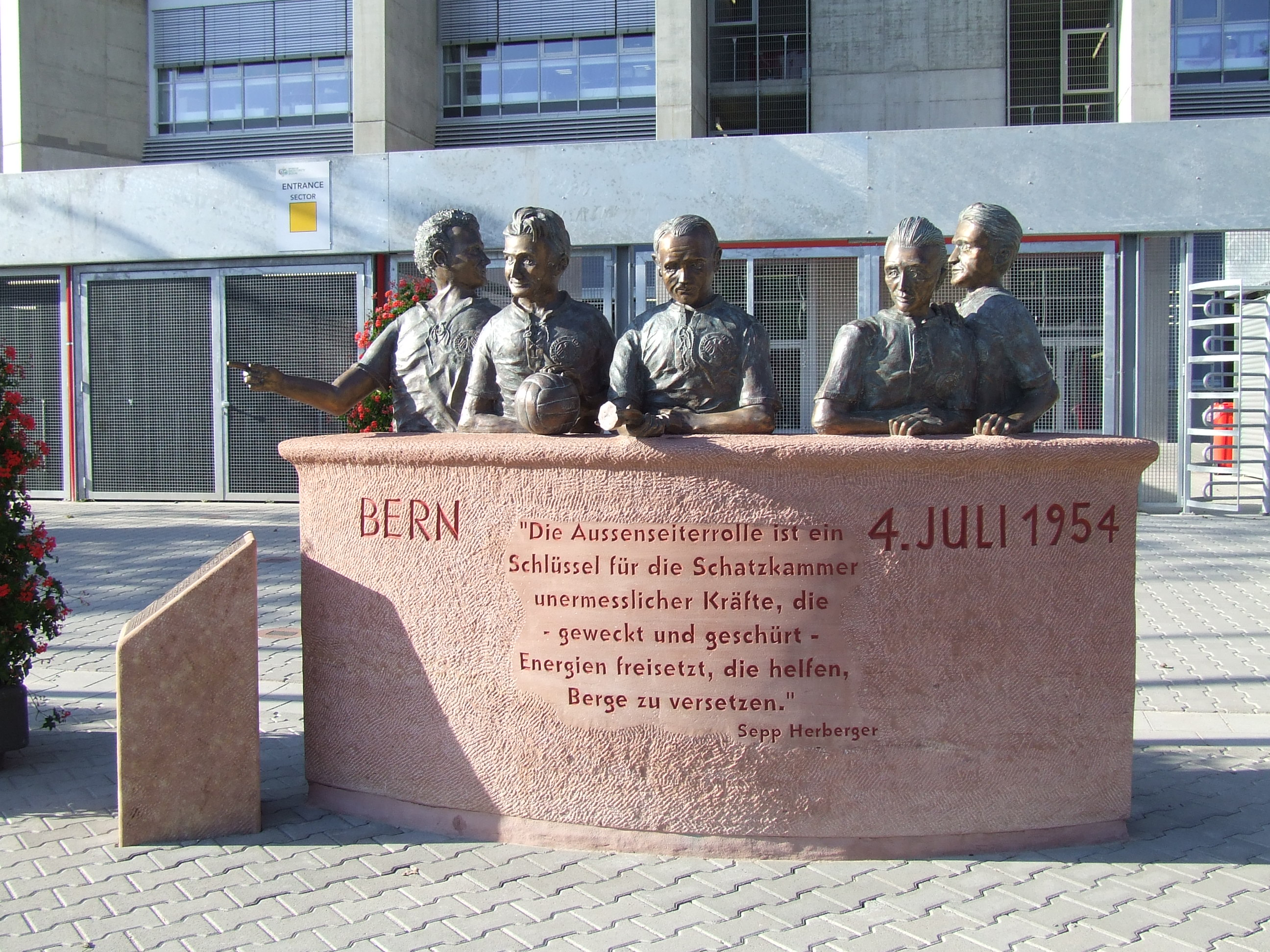
Statua in memoria dei giocatori del Kaiserslautern che disputarono la finale del. Da sinistra a destra: Liebrich, F. Walter, Kohlmeyer, Eckel e O. Walter.

### Club
- Campionato tedesco occidentale: 2

Kaiserslautern: 1950-1951, 1952-1953

### Nazionale
- Campionato mondiale: 1

Svizzera 1954